# Kabatina populi
Kabatina populi är en svampart som beskrevs av Butin & R. Schneid. 1976. Kabatina populi ingår i släktet Kabatina och familjen Dothioraceae.   Inga underarter finns listade i Catalogue of Life.